# Shesi
Sheshi fou un faraó de la dinastia XV esmentat per Manetó com Bnon o Beon o Baion. El seu nom de tron (nesut biti) fou Maaibre o Mayibre (Mirant al cor de Ra).
D'aquest rei hi ha nombroses proves: 394 escarabats i 2 segells trobats tots al delta.
Manetó diu que fou el segon rei i que va governar 44 anys, però els moderns historiadors del període no li atribueixen un regnat tan llarg i el fixen entre 4 i 14 anys. Hauria regnat vers 1640-1630 aC. Alguns historiadors prefereixen situar aquest rei a la dinastia XIV entre Qareh Khawoserre i Ammu Ahotepre que tot i que van deixar moltes restes no han pogut ser col·locats amb plena seguretat.